# So ängstlich sind wir nicht
So ängstlich sind wir nicht ist eine Schnellpolka von Johann Strauss Sohn (op. 413). Das Werk wurde Ende 1883 oder Anfang 1884 erstmals aufgeführt.